# Wołodymyr Majstruk
Wołodymyr Fedorowycz Majstruk, Władimir Fiodorowicz Majstruk (ukr. Володимир Федорович Майструк, ros. Владимир Фёдорович Майструк, ur. 1903 w Płoskirowie (obecnie Chmielnicki), zm. w styczniu 1976 w Kijowie) – funkcjonariusz radzieckich służb specjalnych, pułkownik bezpieczeństwa państwowego.

## Życiorys
Urodził się w ukraińskiej rodzinie robotniczej. Do 1917 uczył się w szkole komercyjnej w Proskurowie, w 1921 skończył szkołę pracowniczą, później pracował jako robotnik na szosie w Proskurowie i monter i wartownik mostu starokonstantynowskiego w Proskurowie. Od czerwca 1924 do marca 1925 odbywał służbę wojskową w 1 pułku kawalerii 1 Dywizji Kawalerii w Proskurowie, później pracował przy robotach melioracyjnych, od października 1925 do listopada 1927 ponownie służył w armii jako kursant i bibliotekarz 134 pułku piechoty 45 Dywizji Piechoty w Kijowie. Po demobilizacji został propagandzistą Komitetu Okręgowego KP(b)U w Proskurowie (członkostwo w partii uzyskał w czerwcu 1928), później był zastępcą kierownika Wydziału Agitacyjno-Propagandowego tego komitetu i od marca do czerwca 1929 instruktorem tego wydziału, od czerwca do sierpnia 1929 odbywał kurs przekwalifikowujący propagandzistów partyjnych w Kijowie. Następnie ponownie pracował w Komitecie Okręgowym KP(b)U w Proskurowie, od lutego do czerwca 1931 kierował Wydziałem Kulturalno-Propagandowym Komitetu Rejonowego KP(b)U w mieście Derażnia, od czerwca do października 1931 uczył się na kursach przy Wszechukraińskim Instytucie Edukacji Komunistycznej w Charkowie, a od października 1931 do marca 1932 studiował w tym instytucie.
W marcu 1932 został funkcjonariuszem GPU i słuchaczem Centralnej Szkoły OGPU w Moskwie, po czym w marcu 1933 wyznaczono go zastępcą szefa wydziału politycznego Stacji Maszynowo-Traktorowej ds. pracy OGPU we wsi Tytusówka w rejonie koziatyńskim (obwód winnicki). Od lutego 1935 do listopada 1937 był pełnomocnikiem rejonowego oddziału NKWD w Tomaszpolu, od listopada 1937 do września 1937 szefem jednego z oddziałów Zarządu Bezpieczeństwa Państwowego (UGB) Zarządu NKWD obwodu winnickiego, od września 1938 do maja 1939 p.o. szefa wydziału tego zarządu, a od maja 1940 do 5 listopada 1940 szefem Wydziału 2 UGB Zarządu NKWD obwodu winnickiego. Od 5 listopada 1940 do marca 1941 był zastępcą szefa Zarządu NKWD obwodu woroszyłowgradzkiego (obecnie obwód ługański), od 14 kwietnia do sierpnia 1941 zastępcą szefa Zarządu NKGB tego obwodu, od sierpnia 1941 do grudnia 1942 ponownie szefem Zarządu NKWD (od lipca 1942 pełnił tę funkcję przebywając kolejno w Stalingradzie (obecnie Wołgograd), Swierdłowsku (obecnie Jekaterynburg) i Starobielsku). 21 grudnia 1942 został komenderowany do Zarządu NKWD obwodu swierdłowskiego, od października 1943 do stycznia 1944 był zastępcą szefa Zarządu NKWD w Charkowie i Kijowie, od stycznia do 9 października 1944 zastępcą szefa i szefem Zarządu NKGB obwodu tarnopolskiego, a od 9 października 1944 do 9 grudnia 1948 szefem Zarządu NKGB/MGB obwodu drohobyckiego. Od 9 grudnia 1948 do 29 kwietnia 1952 był szefem Zarządu MGB obwodu lwowskiego, od 29 kwietnia 1952 do 19 marca 1953 szefem Zarządu MGB obwodu żytomierskiego, a od czerwca 1953 do kwietnia 1954 zastępcą szefa Zarządu 4 MWD Ukraińskiej SRR, po czym przeszedł na emeryturę. W 1955 zaocznie ukończył Lwowski Uniwersytet Państwowy im. Franko, po czym pracował w Ministerstwie Szkolnictwa Wyższego Ukraińskiej SRR jako zastępca szefa kancelarii i później od maja 1959 w Ministerstwie Szkolnictwa Wyższego i Średniego jako szef Departamentu 1.

## Awanse
- młodszy porucznik bezpieczeństwa państwowego (23 marca 1936)
- starszy porucznik bezpieczeństwa państwowego (28 kwietnia 1941)
- major bezpieczeństwa państwowego (11 lutego 1943)
- podpułkownik bezpieczeństwa państwowego (29 kwietnia 1944)
- pułkownik bezpieczeństwa państwowego (9 października 1944)

## Odznaczenia
- Order Czerwonego Sztandaru (dwukrotnie, 29 października 1948 i 24 listopada 1950)
- Order Wojny Ojczyźnianej I klasy (20 października 1944)
- Order Czerwonego Sztandaru Pracy (23 stycznia 1948)
- Order Czerwonej Gwiazdy (12 maja 1945)
- Order „Znak Honoru” (18 maja 1942)
- Odznaka Zasłużonego Funkcjonariusza NKWD (28 stycznia 1944)

I 7 medali.